# Angénieux
Angénieux ist einer der weltweit führenden Hersteller von Objektiven und optischen Geräten. Hauptmärkte sind Kino, Fernsehen, Raumfahrt und Medizin. Das Unternehmen gehört zur Thales Group, welche Angenieux in 48 Ländern vertritt. Der Firmensitz befindet sich in Saint-Héand, in der Nähe von Saint-Étienne in Frankreich.

## Geschichte
Angénieux wurde 1935 von Pierre Angénieux gegründet. Produziert wurden vor allem komplexe Optiken für Kinofilmproduktion und -vorführung.
In der Vorphase des Zweiten Weltkrieges wurden auf Anordnung der französischen Regierung militärische optische Systeme hergestellt. Während der Besatzung Frankreichs 1940–1945 erfolgte bei der Firma Angénieux hauptsächlich Forschungsarbeit. Als deren Ergebnis stellte Angénieux 1950 die erste Retrofokus-Optik her.
1956 entwickelte man dann das Zoomobjektiv. In den folgenden Jahrzehnten bis in die Gegenwart hinein setzen hervorragende Regisseure und Kameramänner wie Stanley Kubrick oder Peter Jackson Angénieux-Zoomoptiken bei der Produktion von Spielfilmen ein. Die seit 2002 produzierten Optiken Optimo und HD AIF gehören zusammen mit den Modellen von Zeiss und Cooke zu den leistungsfähigsten, aber auch kostspieligsten Zoomobjektiven auf dem Markt.
Die 1964 erstmals von einer amerikanischen Ranger-Sonde gefertigten detaillierten Aufnahmen des Mondes entstanden mit einer Angénieux-Optik. Auch bei der ersten bemannten Mondlandung 1969 wurden Angénieux-Objektive verwendet, so zum Beispiel bei der Übertragung der ersten Schritte eines Menschen auf dem Mond. Die NASA rüstete nahezu alle Ranger-, Apollo- und Gemini-Missionen sowie das Skylab mit Objektiven des französischen Herstellers aus.
1978 begann man bei Angénieux mit der Fertigung lasergesteuerter Infrarot-Zoomoptiken. Erste HDTV-Optiken wurden 1986 gefertigt. 1990 ließ sich das Unternehmen nach ISO 9001 zertifizieren. Im Jahr 1998 entwickelte man die ersten HMD-Systeme. Vollständig neue Fertigungs- und Forschungsanlagen nahm man 1998 und 2006 in Betrieb.
Innovationen des Unternehmens sind mit zahlreichen Preisen bedacht worden, darunter zweimal der Oscar (1964 und 1990).
Das Unternehmen hat einen bleibenden Einfluss insbesondere auf die Hersteller von Kino-, Foto- und Fernseh-Optik hinterlassen. So werden beispielsweise seit 1960 alle Zoomoptiken gemäß dem Konzept des Angenieux 1960 10×-Zooms hergestellt.

## Unternehmensstruktur
Angénieux gehört zur Thales-Gruppe. Innerhalb von Thales operiert die Firma in der HTO-Abteilung.

## Produkte
Neben den in der Öffentlichkeit weniger bekannten Produkten für Medizin, Raumfahrt sowie Objektivfertigung ist Angénieux vor allem bei Filmschaffenden für seine Zoomobjektive bekannt.
Beispiele hierfür sind die Optiken
- HD AIF : 7.8 × 26, F2
- 35 mm Arri PL 25 × 10 F3
- Arriflex 416-16mm

Für das Militär, dem Hauptgeschäftsfeld der Thales Group, werden Zielfernrohre für Scharfschützen und Nachtsichtgeräte gefertigt.